# 茶山镇 (醴陵市)
茶山镇，原名栗山坝镇，是中华人民共和国湖南省株洲市醴陵市下辖的一个乡镇级行政单位。

## 行政区划
栗山坝镇下辖以下地区：
栗山坝社区、龙井社区、茶山社区、大石桥村、冷水村、南塘村、茶溪村、石均塘村、南源村、长马村、梅筱村、上湖村、双滂村、东岗村和营田村。
截至2020年6月，茶山镇辖5个社区、13个行政村：栗山坝社区、龙井社区、茶山社区、长沙岭社区、神福港社区、冷水村、茶溪村、石均塘村、长马村、上湖村、东岗村、铁河口村、汤家坪村、西塘坪村、大西垅村、筱溪村、梅霞村、转步口村。